# The Soul Album
The Soul Album is een album uit 1966 van de Amerikaanse Soulartiest Otis Redding. Het is zijn vierde album en is de opvolger van Otis Blue. 

## Tracks
1. "Just One More Day" - 3:31
2. "It's Growing" - 2:47
3. "Cigarettes and Coffee" - 3:53
4. "Chain Gang" - 3:04
5. "Nobody Knows You When You're Down and Out" - 3:11
6. "Good to Me" - 3:51
7. "Scratch My Back" - 2:42
8. "Treat Her Right" - 2:11
9. "Everybody Makes a Mistake" - 2:12
10. "Any Ole Way" - 2:34
11. "634-5789 (Soulsville, U.S.A.)" - 2:49